# Woodstock (Vermont)
Woodstock és un poble del Comtat de Windsor a l'estat de Vermont dels Estats Units d'Amèrica.

## Demografia
Segons el cens dels Estats Units del 2000 Woodstock tenia 3.232 habitants, 1.388 habitatges, i 877 famílies. La densitat de població era de 28 habitants per km².
Per edats la població es repartia de la següent manera: un 20,7% tenia menys de 18 anys, un 4,9% entre 18 i 24, un 23,9% entre 25 i 44, un 31,7% de 45 a 60 i un 18,8% 65 anys o més.
L'edat mediana era de 45 anys. Per cada 100 dones de 18 o més anys hi havia 90,6 homes.
La renda mediana per habitatge era de 47.143 $ i la renda mediana per família de 57.330 $. Els homes tenien una renda mediana de 33.229 $ mentre que les dones 26.769 $. La renda per capita de la població era de 28.326 $. Entorn del 4,3% de les famílies i el 6,4% de la població estaven per davall del llindar de pobresa.

## Fills il·lustres
- Samuel Brenton Whitney compositor, director d'orquestra i organista (1842-1913).
- Leo Richard Lewis (1865- [...?]) compositor i escriptor.